# Krönten
Krönten är en bergstopp i Schweiz.   Den ligger i kantonen Uri, i den centrala delen av landet, 90 km öster om huvudstaden Bern. Toppen på Krönten är 3 108 meter över havet, eller 332 meter över den omgivande terrängen. Bredden vid basen är 2,0 km.
Terrängen runt Krönten är huvudsakligen mycket bergig. Närmaste större samhälle är Erstfeld, 6,9 km nordost om Krönten. 
I omgivningarna runt Krönten växer i huvudsak blandskog. Runt Krönten är det mycket glesbefolkat, med 6 invånare per kvadratkilometer.